# Wilhelm Hack (Mediziner)
Wilhelm Hack (* 19. Juli 1851 in Karlsruhe; † 23. April 1887 in Freiburg im Breisgau) war ein deutscher Mediziner.

## Leben
Wilhelm Hack war der Sohn eines großherzoglich badischen Ministerialrates. Er verwaiste in frühester Jugend und wurde in die Familie eines Freundes der Familie aufgenommen. Nach dem Besuch des Gymnasiums bezog er im Alter von 18 Jahren die Universität Heidelberg und studierte Medizin.
Während des Deutsch-Französischen Krieges unterbrach er sein Studium und half in einem Lazarett. 1874 legte Hack sein Staatsexamen ab und ging danach nach Wien an die Kliniken von Theodor Billroth und Ferdinand von Hebra, von Karl Stoerk und Leopold Schrötter von Kristelli. In Darmstadt war er Assistent bei Wilhelm Jäger und danach in Heidelberg bei Gustav Simon. Nach dem Tod Simons 1876 ging Wilhelm Hack nach Freiburg im Breisgau zu dem Chirurgen Hermann Maas.
Nach Studienaufenthalten in Paris und London wandte sich Hack ab 1880 ganz der Rhinologie zu.
Hack war verheiratet mit Henriette geborene Berner, die in ihrer Freizeit Gedichte schrieb. Aus der Ehe ging ihr Sohn Friedrich Wilhelm Hack hervor. Wilhelm Hack starb am 23. April 1887, kurz vor der Geburt seines Sohnes an einem Herzschlag (Embolie) in Freiburg.